# Piz d’Emmat Dadora
Der Piz d’Emmat Dadora ⓘ ist ein Berg südwestlich vom Julierpass im Kanton Graubünden in der Schweiz mit einer Höhe von 2850 m ü. M. Durch die Nähe zum Julierpass ist er ein beliebter, einfach zu erreichender Skitourenberg. Der Piz d’Emmat Dadora ist ein Nord-West-Ausläufer des Piz d’Emmat Dadaint (2928 m).

## Lage und Umgebung
Der Piz d’Emmat Dadora gehört zur Gruppe des Piz Lagrev, einer Untergruppe der Albula-Alpen. Der Berg befindet sich vollständig auf dem Gebiet der Gemeinde Surses und steht zwischen dem Oberhalbstein und dem Engadin. Über die Fuorcla d’Emmat (2755 m) ist der Berg mit dem Piz d’Emmat Dadaint verbunden.
Zu den Nachbargipfeln gehören der Piz da las Coluonnas (2802 m) und der Piz Lagrev (3165 m) im Osten, im Süden der Piz d’Emmat Dadaint (2928 m) und der Piz Materdell (2966 m), sowie die Roccabella (2730 m) im Westen.
Der am weitesten entfernte sichtbare Punkt (46° 5′ 0,3″ N, 7° 51′ 25,9″ O) vom Piz d’Emmat Dadora ist das Täschhorn im Kanton Wallis. Es gehört zum Mischabel-Massiv und ist 147,2 km entfernt.
Talort ist Bivio (1769 m). Häufiger Ausgangspunkt ist der Julierpass (2284 m).

## Namensherkunft
Emmat (Demat) leitet sich wahrscheinlich vom rätoromanischen gliemat, emat für ‘Bodenbalken, Schwelle‘ ab. Möglich, jedoch weniger sicher ist eine Ableitung vom lateinischen intimus für ‘innerst‘. Dadora steht im Idiom Surmiran für ‘ausser, ausserhalb‘ und leitet sich aus dem lateinischen foras, -is für ‘draussen‘ ab.

## Routen zum Gipfel

### Sommerrouten

#### Über den Leg Grevasalvas
- Ausgangspunkt: La Veduta (2237 m) oder Punt Brüscheda (2044 m) an der Julierpass-Strasse.
- Via: Leg Grevasalvas (2390 m)
- Schwierigkeit: EB, bis Leg Grevasalvas als Wanderweg weiss-rot-weiss markiert.
- Zeitaufwand: 2½ Stunden

### Winterrouten

#### Über den Leg Grevasalvas
- Ausgangspunkt: La Veduta (2237 m)
- Via: Leg Grevasalvas (2390 m)
- Expositionen: N, E
- Schwierigkeit: WS+
- Zeitaufwand: 2½ Stunden

#### Abfahrt nach
- Ziel: Punt Brüscheda (2044 m) an der Julierpass-Strasse
- Expositionen: E, N
- Schwierigkeit: WS+

## Galerie

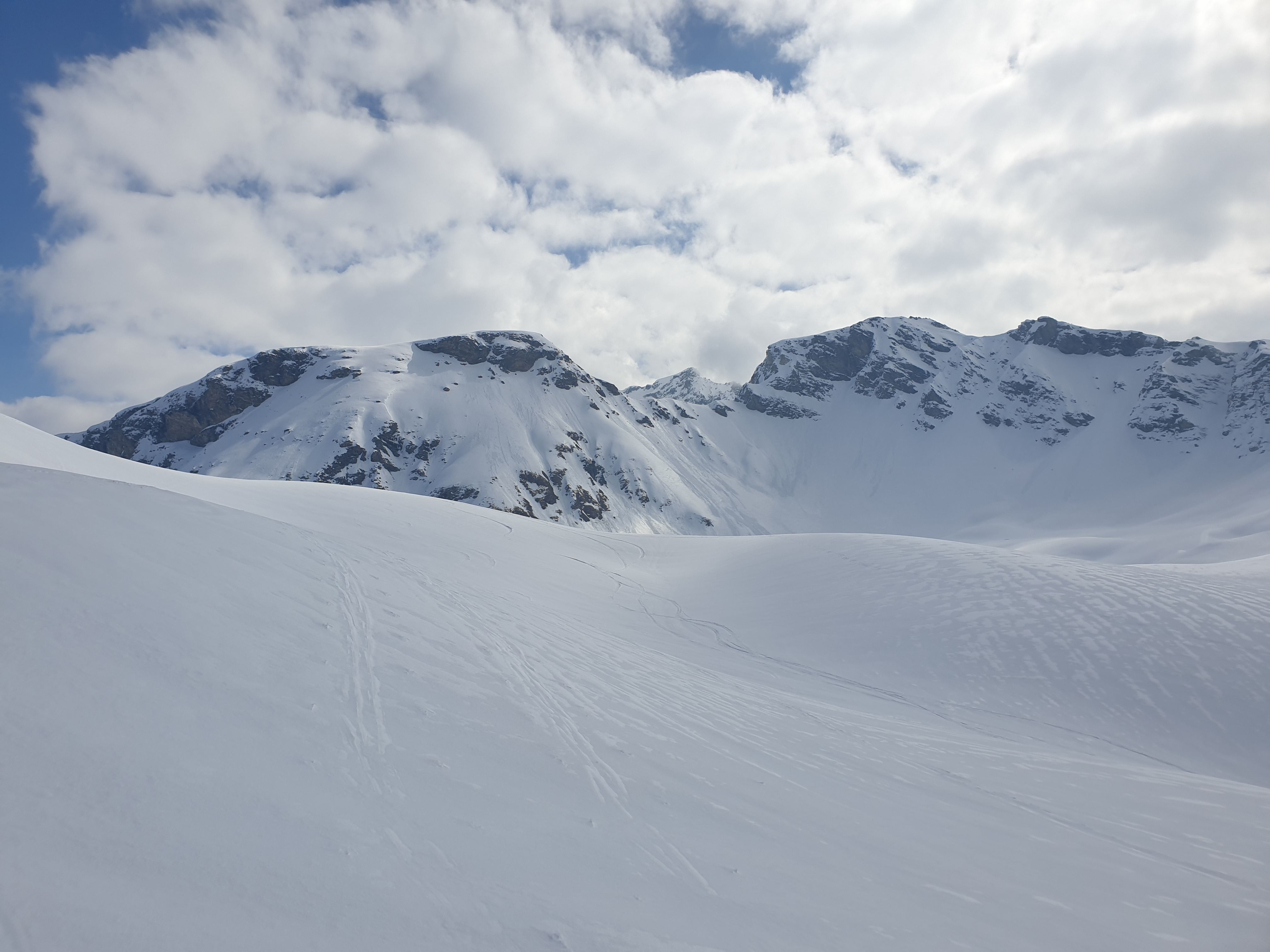
Piz d’Emmat Dadora, Fuorcla d’Emmat, Piz d’Emmat Dadaint (v. l. n. r.) und Piz Lagrev (hinten), aufgenommen von Bocchetta d’Emmat.
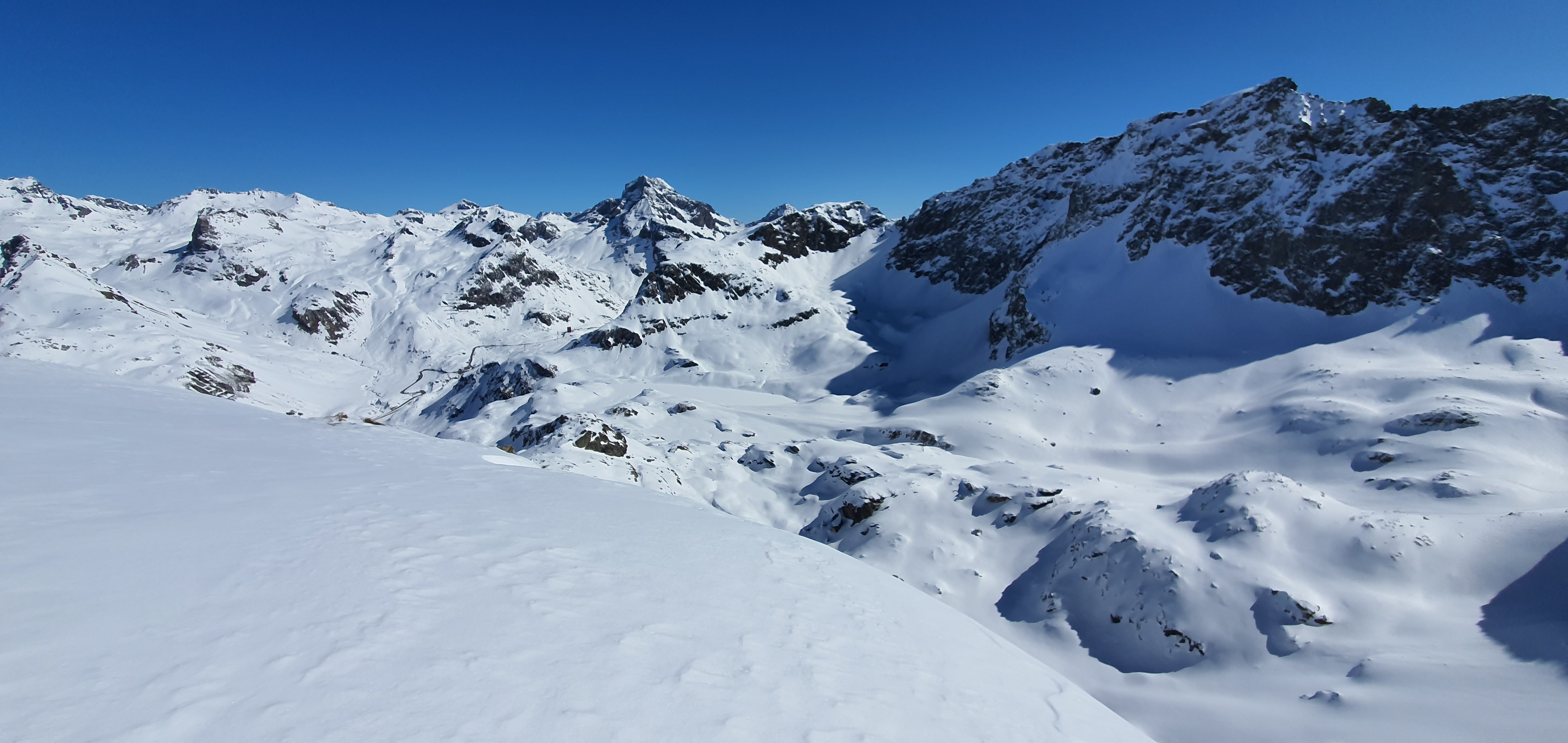
Im Vordergrund der Leg Grevasalvas, im Hintergrund der Julierpass und der Piz Julier. Rechts davon Piz da las Coluonnas, Piz Albana und Piz Lagrev.
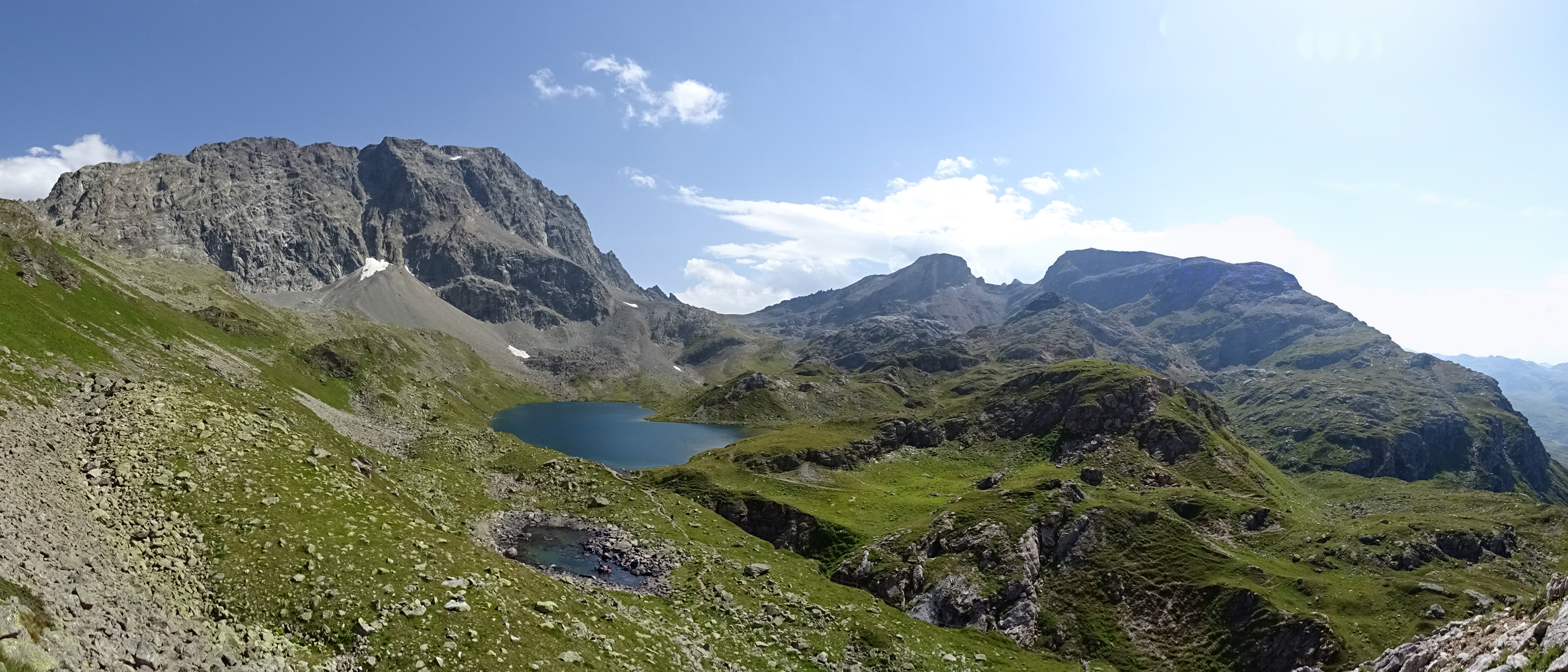
Leg Grevasalvas, im Hintergrund links der Piz Lagrev, rechts davon der Piz d'Emmat Dadaint, die Fuorcla d'Emmat und der Piz d'Emmat Dadora.